# Pasco (regio)
Pasco (Aymara en Quechua: Pasqu) is een regio van Peru, gelegen in het centrale gebergte. De regio heeft een oppervlakte van 25.320 km² en heeft 304.158 inwoners (2015). Pasco wordt volledig omsloten door andere regio's en grenst in het noorden aan Huánuco, in het oosten aan Ucayali, in het zuiden aan Junín en in het westen aan de regio Lima. De hoofdstad is Cerro de Pasco.

## Bestuurlijke indeling
De regio is verdeeld in drie provincies, die weer zijn onderverdeeld in 29 districten. Achter elke provincie wordt de hoofdplaats genoemd.
| Nr. | Provincie              | Inwoners | Oppervlakte | UBIGEO | Districten | Hoofdplaats    | Inwoners |
| --- | ---------------------- | -------- | ----------- | ------ | ---------- | -------------- | -------- |
| 1   | Daniel Alcides Carrión | 54.273   | 1.885 km²   | 1902   | 8          | Yanahuanca     | 5.017    |
| 2   | Oxapampa               | 94.700   | 17.767 km²  | 1903   | 8          | Oxapampa       | 15.677   |
| 3   | Pasco                  | 157.603  | 5.374 km²   | 1901   | 13         | Cerro de Pasco | 70.896   |

| Detailkaart |
| ----------- |
|             |
| Provincies  |